# Serendib
Ne doit pas être confondu avec Serendip.
Genre
Serendib est un genre d'araignées aranéomorphes de la famille des Corinnidae.

## Distribution
Les espèces de ce genre se rencontrent en Asie du Sud-Est et en Chine.

## Liste des espèces
Selon World Spider Catalog (version 24, 24/02/2023) :
- Serendib hispida Zhang & Zhang, 2023
- Serendib muadai Jäger, Nophaseud & Praxaysombath, 2012
- Serendib suthepica Deeleman-Reinhold, 2001
- Serendib volans Deeleman-Reinhold, 2001

## Systématique et taxinomie
Ce genre a été décrit par Deeleman-Reinhold en 2001 dans les Corinnidae.

## Étymologie
Ce genre est nommé en référence à l'ancien nom du Sri Lanka, transcrit du sanskrit.

## Publication originale
- Deeleman-Reinhold, 2001 : Forest spiders of South East Asia: with a revision of the sac and ground spiders (Araneae: Clubionidae, Corinnidae, Liocranidae, Gnaphosidae, Prodidomidae and Trochanterriidae. Brill, Leiden, p. 1-591.